# Cole Hocker
Cole Hocker   (Indianapolis, Estats Units, 6 de juny de 2001) és un atleta estatunidenc, especialitzat en la prova dels 1.500m llisos. Ha participat en 2 Olimpíades, guanyant la medalla d'or als Jocs Olímpics de París 2024. A més, ha guanyat 1 medalla de plata en el Campionat del Món en pista coberta de Glasgow 2024.
La seva marca personal, 3:27.65 minuts, aconseguida el 6 d'agost de 2024 a la final dels Jocs Olímpics de París, és el rècord olímpic i el rècord continental de la prova.

## Marques personals
| Disciplina    | Marca         | Seu         | Data               |
| ------------- | ------------- | ----------- | ------------------ |
| 1.500m llisos | 3:27.65 OR AR | París       | 6 d'agost de 2024  |
| 800m llisos   | 1:45.63       | Portland    | 9 de juny de 2024  |
| 5.000m llisos | 12:58.82      | Los Angeles | 17 de maig de 2024 |

## Trajectòria professional
| Jocs Olímpics     | Jocs Olímpics | Jocs Olímpics | Jocs Olímpics |
| Any               | Seu           | Posició       | Prova         |
| ----------------- | ------------- | ------------- | ------------- |
| 2020              | Tòquio        | 6a posició    | 1.500m llisos |
| 2024              | París         | 1             | 1.500m llisos |
| Campionat del Món |               |               |               |
| 2023              | Budapest      | 7a posició    | 1.500m llisos |